# 12363 Marinmarais
12363 Marinmarais (1993 TA24) là một tiểu hành tinh vành đai chính được phát hiện ngày 9 tháng 10 năm 1993 bởi E. W. Elst ở Đài thiên văn Nam Âu.